# 国境の風
「国境の風」（こっきょうのかぜ）は、南こうせつの41枚目のシングル。2003年2月21日に日本クラウンから発売された。

## 収録曲
（全作曲：南こうせつ、編曲：河合徹三・斎藤ネコ）
1. 国境の風 [4:46]
作詞：荒木とよひさ
2. さよなら おやすみ [4:58]
作詞：南こうせつ
3. 国境の風（カラオケ）
4. さよなら おやすみ（カラオケ）

## 収録アルバム
| 曲名     | アルバム         | 発売日        | 備考         |
| -------- | ---------------- | ------------- | ------------ |
| 国境の風 | 『ときのしらべ』 | 2003年4月23日 | 40thアルバム |

## エピソード
こうせつのファンの一人に北朝鮮に拉致された蓮池薫がいる。そのことを知ったこうせつは、蓮池に「国境の風」を収録したテープとベストアルバムのCD、激励の手紙を送った。
「国境の風」はオリコンベスト50にランクインした。のちに政府拉致問題対策本部主催の「みんなの集い」に提供された。